# Jean-Baptiste Joseph Languet de Gergy
Jean-Baptiste Joseph Languet de Gergy (Digione, 1674 – Parigi, 11 ottobre 1750) è stato un presbitero francese, parroco della Chiesa di Saint-Sulpice dal 1714 al 1748.

## Biografia
Jean-Baptiste Languet de Gergy era membro di una nobile famiglia della Borgogna nonché cugino di Jean-Joseph Languet de Gergy, primo vescovo di Soissons e poi arcivescovo di Sens. Laureatosi in teologia alla Sorbona, divenne dal 1714, parroco nella chiesa di Saint-Sulpice.
Egli è noto in particolare per essere stato l'iniziatore della costruzione dello Gnomone di Saint-Sulpice. Languet de Gergy era inizialmente intenzionato a stabilire attraverso il monumento l'ora esatta con cui far suonare le campane e pertanto commissionò il progetto all'orologiaio inglese Henry Sully.
Ardente moralista, Languet è famoso per aver rifiutato i sacramenti a Marie Louise Élisabeth d'Orléans, duchessa di Berry, figlia maggiore di Philippe II, duca di Orléans. Alla fine di marzo 1719, la giovane vedova si ammalò gravemente e si chiuse in una piccola stanza del suo palazzo di Lussemburgo. In realtà, la figlia maggiore del Reggente era al termine della sua ennesima gravidanza clandestina. Sprofondata in un parto molto laborioso, mal preparata dai suoi eccessi di alcova e di tavola, sembrava vicina alla morte. Languet, chiamato ad amministrare i sacramenti e profondamente scosso da questo nuovo misfatto della principessa reale, rifiuta di darle l'estrema unzione a meno che lei non si separi dal suo favorito, il conte di Riom, luogotenente della sua guardia, e dalla sua dama di compagnia, Madame de Mouchy, con la quale forma un triangolo amoroso. Il Reggente cerca di intervenire a favore di sua figlia malata, ma il prete non cede. Infine, la duchessa di Berry partorisce, il che mette fine alla crisi, ma non allo scandalo causato dal rifiuto di Languet di chiudere gli occhi su questa vergognosa maternità. 
Ritiratosi dal proprio incarico di parroco nel 1748, fu abate commendatario dell'abbazia di Sainte Marie de Bernay sino alla propria morte nel 1750.

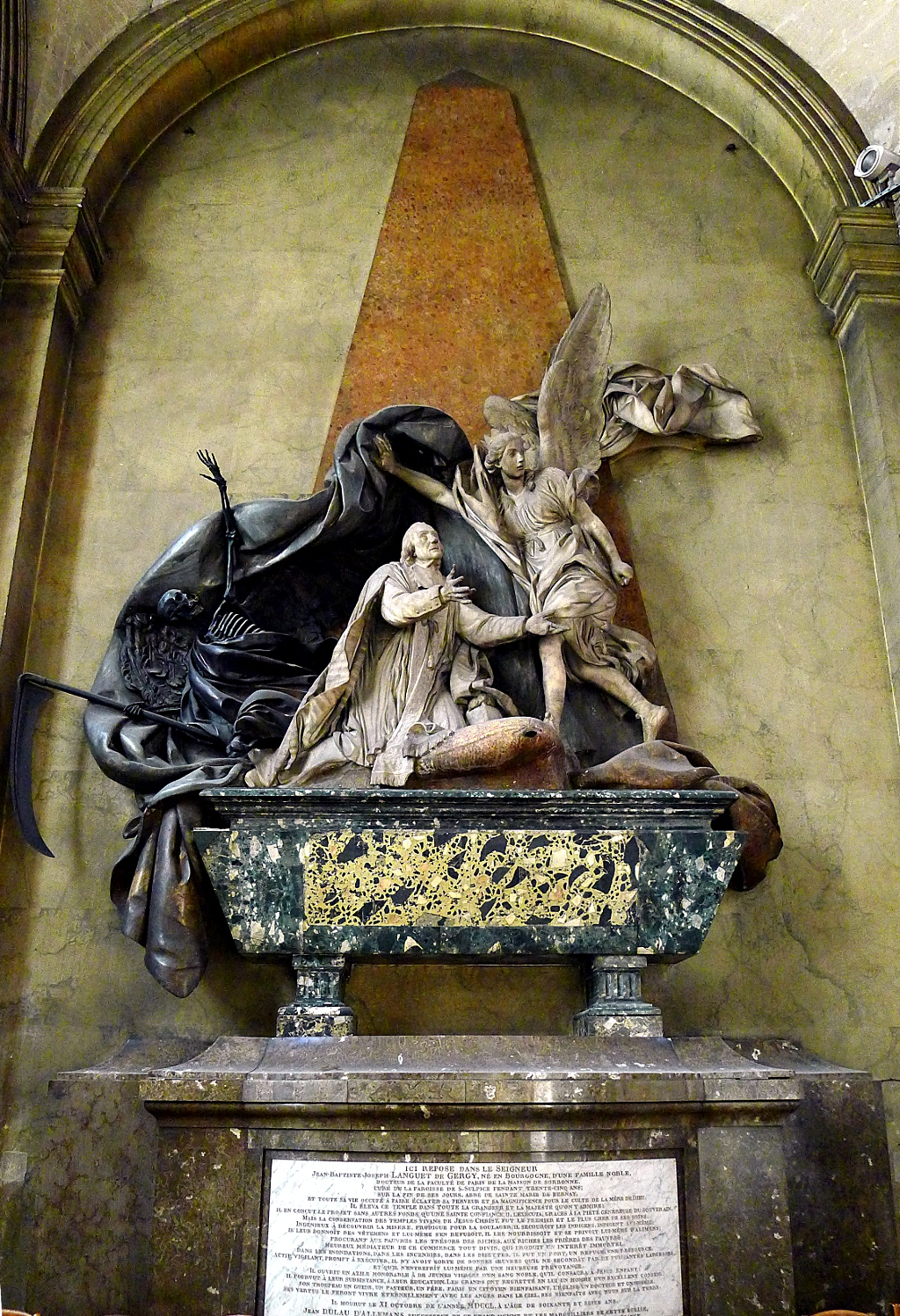
La tomba di Jean-Baptiste Joseph Languet de Gergy nella chiesa di Saint-Sulpice

Relativamente alla sua persona è rilevante anche la tomba ove il suo corpo venne deposto alla sua morte, realizzata dallo scultore René-Michel Slodtz e completata nel 1753. La composizione, in marmo, pietra e bronzo, rappresenta simbolicamente la morte sconfitta dalla salvezza divina, con al centro la figura di Jean-Baptiste Joseph Languet de Gergy in posizione orante. La tomba è ancora oggi uno dei più splendidi monumenti funebri di stile barocchetto di Francia.